# 중지범
| |
| 형법 刑法 |
| 형법학 · 범죄 · 형벌 죄형법정주의 |
| 범죄론 |
| 구성요건 · 실행행위 · 부작위범 간접정범 · 미수범 · 기수범 · 중지범 불능범 · 상당인과관계 고의 · 고의범 · 착오 과실 · 과실범 공범 · 정범 · 공동정범 공모공동정범 · 교사범 · 방조범 |
| 항변 |
| 위법성조각사유 · 위법성 · 책임 · 책임주의 책임능력 · 심신상실 · 심신미약 · 정당행위 · 정당방위 · 긴급피난 · 오상방위 · 과잉방위 · 강요된 행위                                     |
| 죄수 |
| 상상적 경합 · 연속범 · 병합죄 |
| 형벌론 |
| 사형 · 징역 · 금고 벌금 · 구류 · 과료 · 몰수 법정형 · 처단형 · 선고형 자수 · 작량감경 · 집행유예                                                                                  |
| 대인범죄 |
| 폭행죄 · 상해치사죄 · 절도죄 |
| 성범죄 · 성매매알선 · 강간죄 |
| 유괴 · 과실치사상죄 · 살인죄 |
| 대물범죄 |
| 손괴죄 · 방화죄 |
| 절도죄 · 강도죄 · 사기죄 |
| 사법절차 방해죄 |
| 공무집행방해죄 · 뇌물죄 |
| 위증죄 · 배임죄 |
| 미완의 범죄 |
| 시도 · 모의 · 공모 |
| 형법적 항변 |
| 자동증, 음주 & 착오 |
| 정신 이상 · 한정책임능력 |
| 강박 · 필요 |
| 도발 · 정당방위 |
| 다른 7법 영역 |
| 헌법 · 민법 · 형법 |
| 민사소송법 · 형사소송법 · 행정법 |
| 포털: 법 · 법철학 · 형사정책 |
| v • d • e • h |

중지범(中止犯)은 범죄를 하던 중 스스로의 의사에 의하여 중단한 범죄 및 범죄자이다.
중지범은 각국에서 형을 감면하거나 처벌하지 않고 있다. 대한민국에서는 대한민국 형법 제26조에 따라 감면사유에 해당하는 범죄이다.

## 중지범의 종류
- 착수중지범
- 실행중지범

## 판례

### 예비음모처벌 범죄의 경우 중지범 부정
- 중지범은 범죄의 실행에 착수한 후 자의로 그 행위를 중지한 때를 말하는 것이고 실행의 착수가 있기 전인 예비음모의 행위를 처벌하는 경우에 있어서 중지범의 관념은 이를 인정할 수 없다.[1]

## 참고문헌
- 홍태석. "예비죄에 있어 중지범규정 적용에 대한 탐색적 연구." 법학연구 59.- (2015): 355-378.
- 임석원. "중지미수의 결과발생과 중지범에 대한 올바른 해석방향의 정립." 비교형사법연구 20.1 (2018): 33-65.
- 김종구. "중지범의 자의성 판단에 관한 비교법적 고찰 - 대법원 1993. 10. 12 선고 93도1851 판결 -." 비교형사법연구 17.3 (2015): 67-90.
- 이훈동. "중지범에 있어서 미종료미수와 종료미수의 구별기준." 비교형사법연구 3.2 (2001): 211-242.
- 김용욱. "미수형태와 중지범." 형사법연구 11.- (1999): 83-104.
- 김성룡. "착수미수의 실패한 중지범." 형사법연구 19.- (2003): 200-220.
- (2018). 중지미수의 결과발생과 중지범에 대한 올바른 해석방향의 정립. 비교형사법연구, 20(1), 33-65.